# St. Johannes der Täufer (Altfalterbach)

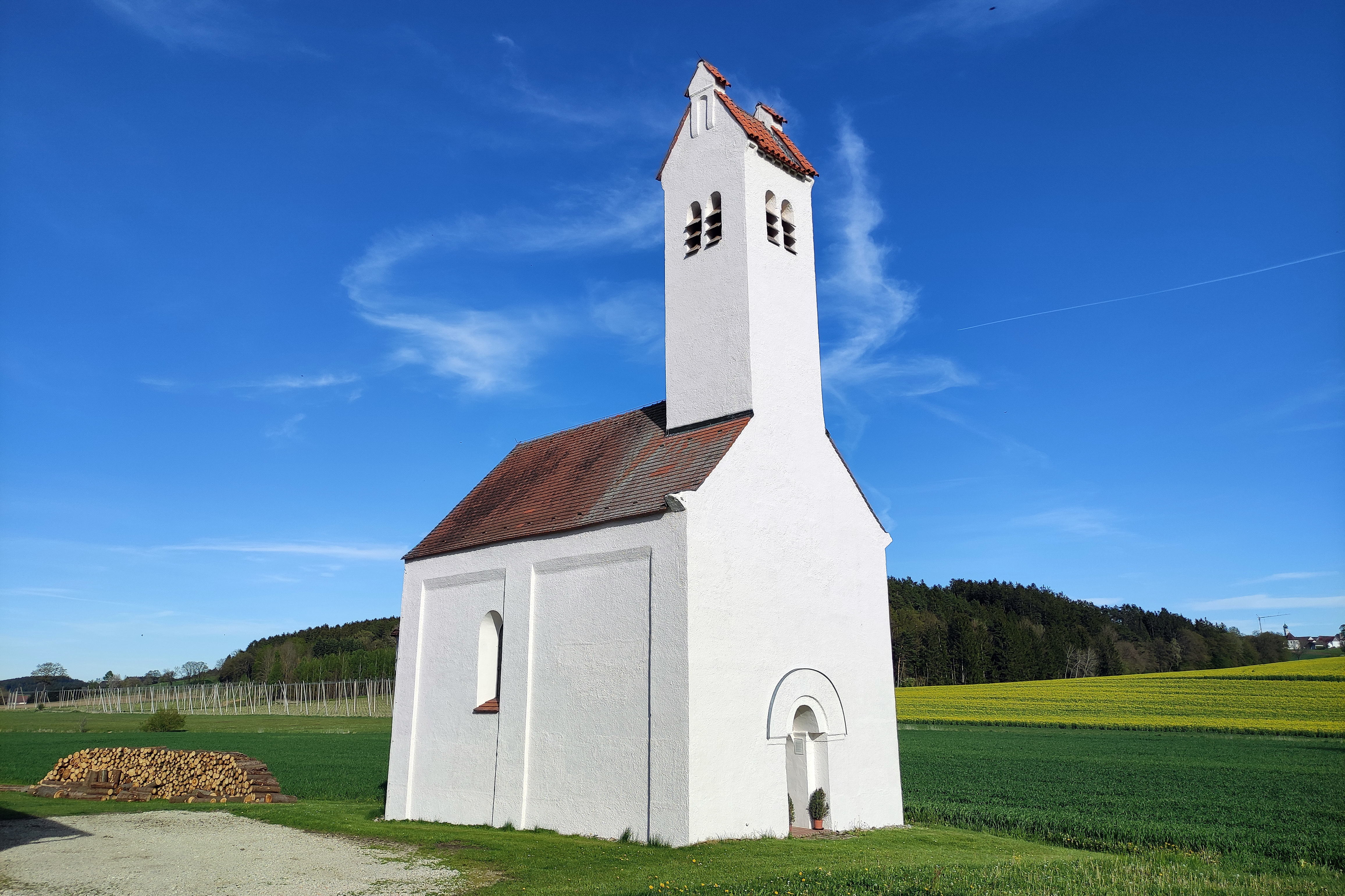
Katholische Filialkirche St. Johannes der Täufer

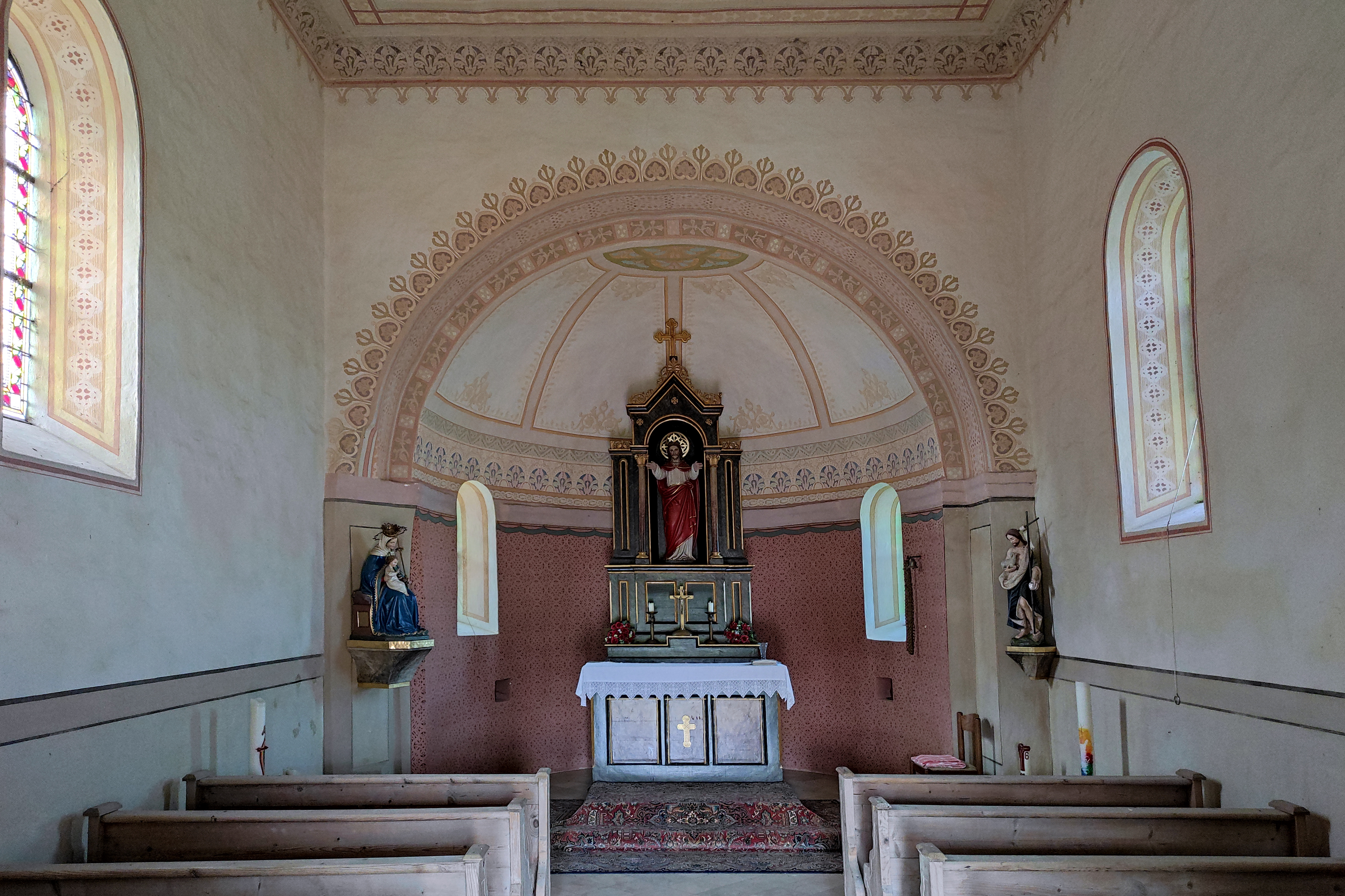
Filialkirche St. Johannes der Täufer: Innenraum

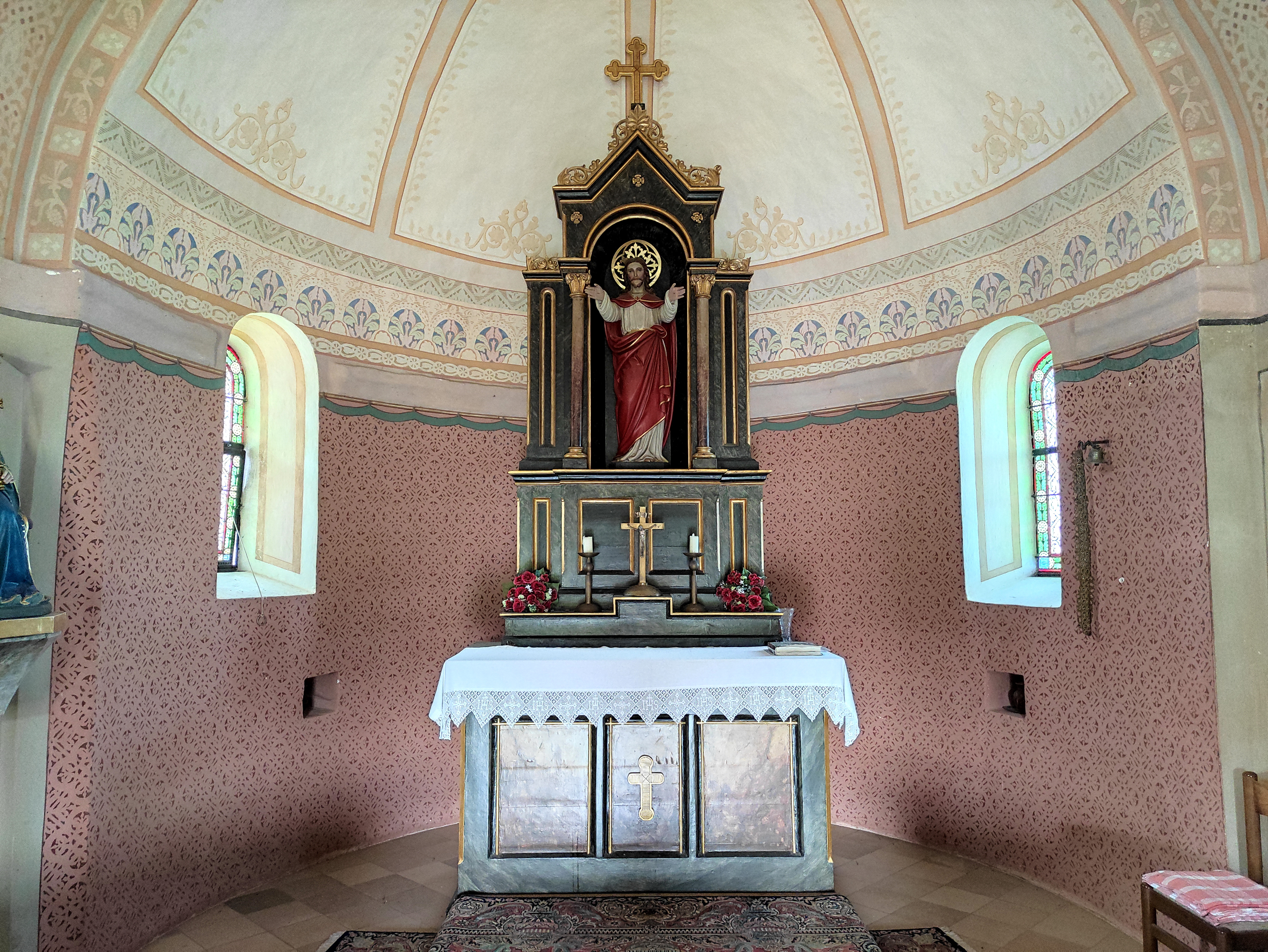
Filialkirche St. Johannes der Täufer: Hochaltar

Die katholische Filialkirche St. Johannes der Täufer ist eine romanische Kirche in Altfalterbach, einem kleinen Ortsteil des Marktes Nandlstadt im oberbayerischen Landkreis Freising. Sie gehört zur Pfarrei Schweinersdorf. Das Gebäude ist ein Baudenkmal (Akten-Nummer D-1-78-144-26).

## Geschichte
Das romanische Kirchlein wurde angeblich zwischen 1156 und 1172 von einem Reginaldus erbaut. Der schlanke, gotische Sattelturm im Westen verfügt über zwei Glocken, die kleine Ton „b“, die größere stammt vom alten Geläut in Schweinersdorf (ca. 1960 im Turm aufgehängt). 1985 fand eine Außenrestaurierung und 1986/87 eine Innenrestaurierung statt. Eine Besichtigung ist über die Mesnerin im Ort möglich.

## Baubeschreibung
Es handelt sich um einen romanischen Saalbau von 1156–1172 mit stark eingezogener Apsis und spätmittelalterlichem Giebelturm.